# Symplocos striata
Symplocos striata är en tvåhjärtbladig växtart som beskrevs av Kriebel och N.Zamora. Symplocos striata ingår i släktet Symplocos och familjen Symplocaceae. Inga underarter finns listade i Catalogue of Life.